# Ford Bronco Sport
El Ford Bronco Sport es un SUV Crossover 4x4 del Segmento C vendido por Ford desde 2020 bajo el nombre de medallón del Bronco. Se lanzó junto con el Vehículo utilitario deportivo con plataforma de camioneta Bronco, presentando un estilo similar retro y todoterreno en un tamaño más reducido. El Bronco Sport está basado en el Ford Escape, compartiendo la misma plataforma C2, la puesta a punto de su suspensión y sus motores. Su producción comenzó el 7 de septiembre de 2020.
En julio de 2020, Ford hizo oficial que la Ford Bronco Sport se comenzará a producir en la planta de Ford en Hermosillo a partir de octubre de 2020. Jorge Vidal Ahumada, Secretario de Economía de Sonora, México, dijo que Ford tiene el objetivo de fabricar 160 000 unidades de Bronco Sport anualmente en un primer turno, para posteriormente alcanzar su máximo y producir 420 000 unidades, para su comercialización inicial en Estados Unidos y Latinoamérica.
Se prevé que por sus cuotas de ángulos de entrada y salida, su altura ventral, así como el bloqueo de diferencial trasero y ayudas electrónicas 4x4, a partir de su segunda versión, lo podrían llegar a convertir en el crossover más capaz para el todoterreno.
En marzo de 2021 trascendió que, en una primera instancia de comercialización, el Ford Bronco Sport estará disponible en dos versiones de tracción 4x4: Big Bend y Wildtrak, con motores turbo a gasolina de 1.5 y 2.0 litros respectivamente.

## Tren de potencia

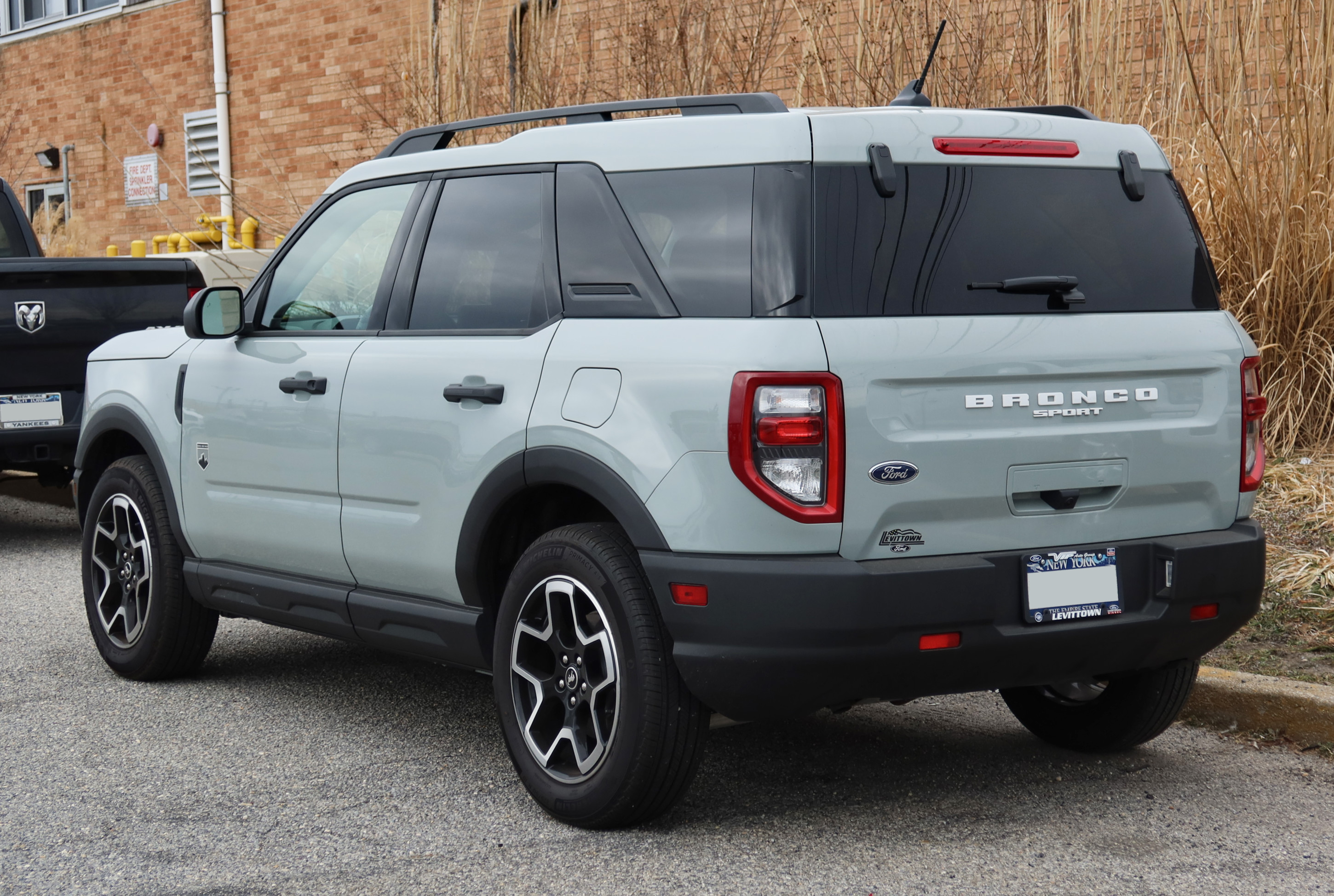
2021 Ford Bronco Sport Fotografiado en Bethpage, Nueva York, USA.

### Motor
El Bronco Sport tiene dos opciones de motor. El motor base es un Ecoboost I3 de 1.5 litros con turbocompresor que produce 181 CV (184 PS; 135 kW) a 6000 rpm, y 190 lb⋅ft (260 N⋅m; 26 kg⋅m) de par a 3000 rpm. También está disponible con un motor Ecoboost I4 de 2.0 litros con turbocompresor que rinde 245 CV (248 PS; 183 kW) a 6000 rpm y 373 N⋅m (38,0 kg⋅m) de par a 3000 rpm. Ambos motores están acoplados a una transmisión automática de 8 velocidades.